# Glypta cuericiensis
Glypta cuericiensis là một loài tò vò trong họ Ichneumonidae.